# Porto (Piauí)
Porto é um município brasileiro do estado do Piauí. Está localizado a 190 quilômetros da capital do estado, Teresina.

## História
O atual município de Porto é originado da antiga Vila de Imaculada Conceição, teve como denominação inicial de Marruás, sendo então uma simples fazenda de gado pertencente ao município de Barras. O nome Marruás surgiu devido à morte de dois Marruás (novilho reprodutor) que lutaram dois dias e duas noites até a morte, a luta iniciou na beira rio e terminou entre o morro da caiana e a lagoa grande, daí então a lagoa também passou a se chamar lagoa do marruás velho.  O desenvolvimento verificado até os dias atuais deve-se, em grande parte à localização do município às margens do rio Parnaíba. A construção de casas na localidade fez com que dentro de pouco tempo se constituísse um razoável núcleo populacional. A intensa navegação no rio Parnaíba de barcos á vapores que atracavam no cais, e atraía muitos comerciantes da região, que muito contribuiu para o progresso do atual município de Porto. Um dos mais antigos moradores da localidade, O Sr. Alexandre José Soares, edificou a primeira capela, ainda existente, que é a Igrejinha de São Francisco.

## Festividades
Porto Folia (Carnaval) Inicio de Fevereiro
Festa do Oscar - Mês de Junho
Festival Junino e Aniversário da cidade - Mês de Junho
Festejos de São Francisco  24/09 a 04/10.
Festejos de  Nossa Senhora da Conceição - 28/11 a 8/12. Nossa Senhora da Conceição é a padroeira de Porto. Suas festividades iniciam-se em 28 de novembro findando-se em 8 de dezembro.

## Geografia
Localiza-se a uma latitude 03º53'36" sul e a uma longitude 42º42'36" oeste, estando a uma altitude de 38 metros. Sua população estimada em 2004 era de 11.941 habitantes (IBGE 2009). Possui uma área de 243,48 km².